# Караван (радио-емисија)
Караван је забавно-хумористичка радио-емисија која се сваког радног дана емитује на таласима Првог програма Радио Београда.

## Форма емисије
Емисија је колажног типа, а чини је комбинација текстова и музике. Концепција је таква да се текстови пишу пратећи актуелне догађаје у свету политике, филма, спорта и бројним другим сферама живота. Ти догађаји се коментаришу на сатиричан начин, чиме се указује на поједине друштвене проблеме, а многе појаве посматрају и са комичног аспекта. Музика која се емитује у Каравану је искључиво народна, понекад изворна, али чешће новокомпонована и то само она која је писана и компонована у духу традиционалне српске народне песме.

## Историјат
Емисија је на програму Радио Београда око четири деценије са готово неизмењеном концепцијом, али промењеним трајањем. До 2001. године, Караван је имао два дела, од којих је први емитован од 13.05 до 14.00, а други од 14:05 до 15.00 часова. У паузи су емитоване вести, као део редовног програма Радио Београда. Међутим, те године је тадашње руководство ове радио-станице одлучило да са свих програма склони или сведе на најмању меру емисије које су емитовале народну музику, па је тако и Караван скраћен и од тада се емитује само од 14.05 до 15.00 часова. Негодовање многих слушалаца није помогло да се оригинални термин врати ни до данас. 

## Водитељи
Легендарни водитељ који је за многе и данас симбол ове емисије био је глумац Петар Словенски, који је емисију отварао реченицом Добар дан, поздравља вас Караван. Словенски је остао на месту водитеља до самог почетка 1990-их, када је ту дужност преузео глумац Небојша Миловановић, који се на том послу задржао до пред крај те деценије. Трећи водитељ Каравана је глумац Ђорђе Ненадовић, који је дуго био његов заштитни знак, пред крај каријере у водитељском тандему са Миленом Шишкин. Од 2018. године Караван води глумац Миленко Павлов. Понекад су се, као замена водитеља у одсуству, пред микрофоном Каравана опробали и други радио-водитељи Радио Београда, као и глумци који су сарађивали са овом радио-станицом. Данас емисију води глумац Милан Милосављевић.

## Рубрике
Познате рубрике, саставни део Каравана су: Блиц виц, Ха, ха, коментар, Радио ПТТ — ваша пошта, Вести дана с телекс Каравана, Топ-листа хумориста (афоризми) и друге. Раније су често практикована и јавна снимања емисије Караван, којом приликом је публика имала прилике да непосредно ужива у овим рубрикама, али и музици која се изводила уживо, уз гостујуће учешће бројних естрадних уметника.